# Oscar Bazán
Oscar Ernesto Bazán (Cruz del Eje, Córdoba, 28 de septiembre de 1936-Córdoba, 16 de julio de 2005) fue un compositor y músico argentino. Realizó sus estudios bajo la instrucción de Alberto Ginastera, Aaron Copland, Olivier Messiaen y Luigi Dallapiccola, entre otros. Asimismo, fue becario del Centro Latinoamericano de Altos Estudios Musicales del Instituto "Torcuato Di Tella" durante el bienio 1963-1964. Gran parte de su actividad posterior se desarrolló en la ciudad de Córdoba, donde fue docente universitario hasta poco antes de su muerte.

## Primeros años
Aunque prefería definirse como un autodidacta, sus primeros estudios de composición iniciaron desde el año 1951 con Eduardo Gasparrini en cuyas clases tomó contacto con la bibliografía conocida de la época, entre los que se encontraban los tratados publicados por Ricordi y Labor (principales editoriales de ese tiempo), que incluía el Tratado de armonía de Rimski-Kórsakov.
Al mismo tiempo, realizó estudios de piano en el Conservatorio Provincial “Félix T. Garzón” de la ciudad de Córdoba con Osvaldo Villar. De acuerdo a sus palabras:

Villar me aportó bastante, me estimuló. El descubrió mi pasión por la música y me ponía de ejemplo frente a todos los alumnos por la expresividad, y cómo tocaba el piano. Varios años trabajé con él y me sirvió mucho porque me introdujo un poquito en el tema del fraseo y otras cosas que me servían.

Sin embargo, el perfil del intérprete tradicional no encajaba con las búsquedas de Bazán quien ya empezaba la búsqueda de un camino propio.
Ese año de 1951 marcó el comienzo de su período tonal. Durante aquella década compondría una decena de trabajos que el compositor luego retiró de su catálogo definitivo:
- Preludio preludietto (1951)
- Preludio amanecer (1953)
- Canción (1954)
- Danza oriental (1958)
- Burlesca sobre un tema de Lidia Mazzieri(1958)
- Melodía para un amor (1959)
- Preludio sobre temas infantiles (1960)
- Miniaturas para la infancia:
  - Paseo
  - El desfile
  - ¡Qué pena!
  - La danza, la danza
  - Pensativo
  - El clarín
  - Negrito del alma blanca
  - Juguetón
  - Errante
  - Qué ganas de bailar
  - Chinito
- Rapsodias argentinas I y II (1960)
- 4 miniaturas (1960).

Todas las obras mencionadas (a excepción de Canción —para canto y piano—) fueron escritas para piano. Esto tendría que ver directamente con el momento de formación que atravesaba el compositor y de sus clases de instrumento con Villar.
Seguramente Bazán se vio influenciado en aquel momento por una formación esencialmente pianística. Los autores que abordó como alumno del conservatorio estarían seguramente dentro de la tradición del instrumento. Los programas difícilmente incluían compositores y estéticas más vanguardistas. Esto explica también las dificultades que el propio compositor tuviera para abandonar el sistema tonal. Profundamente adherido a una concepción “discursiva” de la música, la atonalidad le planteaba un horizonte novedoso, pero igualmente incómodo. Por otro lado, adquiría partituras de Wolfgang Amadeus Mozart, Sergéi Rajmáninov y Piotr Ilich Chaikovski y leía a primera vista música de distintos compositores.

## El período postserial: “Estructuras libres”
La experiencia plástica fue el hilo conductor que posibilitó a Bazán encontrar el inicio de un camino propio:

Siempre creí en el ejercicio que hace avanzar la sensibilidad del creador. Si a mí no me gustaba la atonalidad, debía buscar estructuras atonales que sí me interesasen un poco más (…). Meterme en la música moderna (…) me fue más fácil porque admití primero la pintura moderna. Entraba en exposiciones y me atraía muchísimo el informalismo y otras corrientes pictóricas en boga en ese momento.
Oscar Bazán.

La composición en 1960 de Estructuras libres para piano, opus 1, marca el inicio del período "postserial-aleatorio". Bazán consideraba que era la primera obra en la que realmente se mostraba una propuesta personal, tanto en la técnica empleada como en la grafía de la pieza. Es curioso que no se haya podido encontrar ningún dato sobre su estreno o presentación en algún concierto. El opus 1 es una pieza dodecafónica en dos páginas; doce trozos breves componen esta suerte de rompecabezas musical. El intérprete es quien elige el orden en que cada uno de los fragmentos aparecerá. La obra fue compuesta bajo la influencia de Karlheinz Stockhausen, luego de haber tomado contacto con una obra similar del creador alemán. Pero a diferencia de Stockhausen, el autor procuró una coherencia asegurara la continuidad melódica de la pieza, cualquiera fuera el orden que siguiera el intérprete.
Aunque rechazó en un primer momento la música atonal (“sólo creía en una música discursiva”), fue el contacto con la pintura de la época lo que despertó en él la necesidad de nuevas búsquedas en el plano musical. El compositor pintaba en forma autodidacta, y había dudado anteriormente si dedicarse a la música o la plástica. El contacto con el libro Qué es el dodecafonismo de Leibovicz le permitió un primer acercamiento al lenguaje no tonal.

## El Centro de Música Experimental de la Universidad Nacional de Córdoba
Luego de la experiencia de Bazán como becario del Centro Latinoamericano de Altos Estudios Musicales del Instituto Torcuato Di Tella, regresó a la ciudad de Córdoba y fundó junto a otros compositores el Centro de Música Experimental. El grupo desarrolló sus actividades en la Escuela de Artes de la Universidad Nacional de Córdoba. Fue creado en el año 1965 y lo integraban seis compositores:
- Oscar Bazán (1936-2005)
- Graciela Castillo
- Pedro Echarte (1942-2005)
- Carlos Ferpozzi (1937–)
- Virgilio Tosco (1930-2000).
- Horacio Vaggione (1943–)

La presentación en sociedad del grupo se produjo en octubre de 1966, en el marco de las Primeras Jornadas Americanas de Música Experimental. El evento se encuadró dentro de la Tercera Bienal Americana de Arte, organizada por Industrias Kaiser (IKA) quienes desde 1962 destinaban importantes sumas de dinero para promover las expresiones artísticas del momento. Sin embargo, aquel debut sería el ocaso del grupo.
posteriormente Bazán sostendría una larga amistad con Luis Zubillaga, músico y Elda Cerrato artista plástica, miembros importantes del Grupo de Improvisación de La Plata,    en buenos aires, coincidiendo con sus actividades en el Centro de Investigaciones en Comunicación Masiva, Arte y Tecnología (CICMAT), que había heredado los equipos del I DI tella, el sintetizador llamada coloquialmente "catalina" y también realizó presentaciones de su obra que se había enriquecido con trabajos de teatro musical y con su experiencia en electrónica, también trabajo dentro de la corriente de "land art" arte de la tierra......

## Catálogo de obras

### Para piano
- Preludio preludietto (1951)
- Preludio amanecer (1953)
- Canción (1954)
- Danza oriental (1958)
- Burlesca sobre un tema de Lidia Mazzieri(1958)
- Melodía para un amor (1959)
- Preludio sobre temas infantiles (1960)
- Miniaturas para la infancia (Paseo, El desfile, Qué pena!, La danza, la danza, Pensativo, El clarín, Negrito del alma blanca, Juguetón, Errante, Qué ganas de bailar, Chinito)
- Rapsodias argentinas I y II (1960)
- 4 miniaturas (1960).
- Estructuras libres op. 1
- Piano total (obra póstuma)